# Kobresia hohxilensis
Kobresia hohxilensis là loài thực vật có hoa trong họ Cói. Loài này được R.F.Huang mô tả khoa học đầu tiên năm 1996.